# 6582 Flagsymphony
6582 Flagsymphony è un asteroide della fascia principale. Scoperto nel 1981, presenta un'orbita caratterizzata da un semiasse maggiore pari a 2,7789074 UA e da un'eccentricità di 0,2886465, inclinata di 8,91893° rispetto all'eclittica.